# 波杜伊洛阿耶伊
波杜伊洛阿耶伊是羅馬尼亞的城鎮，位於該國東北部，距離首府雅西25公里，由雅西縣負責管轄，海拔高度84米，2009年人口10,330，大多數居民信奉東正教。
47°13′N 27°16′E / 47.217°N 27.267°E